# Elecciones generales de las Islas Pitcairn de 2007
Elecciones generales tuvieron lugar en las Islas Pitcairn el 26 de diciembre de 1971 el 9 de diciembre de 2007. Mike Warren fue elegido como alcalde, sustituyendo a Jay Warren, quien quedó en segundo lugar. El Consejo de la Isla también fue renovado.